# Aleksandr Batjuk
Aleksandr Batjuk, född 14 januari 1960 i Tjernihiv (Ukraina), är en rysk före detta längdåkare som under 1980-talet tävlade för Sovjetunionen.
Batjuks största insatser var som stafettåkare. Hans lag kom tvåa vid OS i Sarajevo 1984 och fick delat guld med Norge i den klassiska stafetten vid VM i Oslo 1982.